# Hymenancora triungulata
Hymenancora triungulata är en svampdjursart som först beskrevs av Topsent 1928.  Hymenancora triungulata ingår i släktet Hymenancora och familjen Myxillidae.
Artens utbredningsområde är havet kring Kanaieröarna. Inga underarter finns listade i Catalogue of Life.